# 首都高速3号渋谷線
首都高速3号渋谷線（しゅとこうそく3ごうしぶやせん）は、東京都港区の谷町ジャンクション（JCT）で都心環状線と分岐し、同都世田谷区の用賀へ至り東名高速道路に直結する首都高速道路の路線である。アジアハイウェイ1号線「AH1」の一部を構成する。
大橋JCTで中央環状線と接続している。

## 概要
「都道首都高速3号線I期」は東京都千代田区隼町（三宅坂ジャンクション） - 渋谷区道玄坂1丁目の延長6.7kmの路線であり、このうち、隼町から都道首都高速2号分岐線が分かれる谷町ジャンクションまでは「首都高速都心環状線」と呼称。谷町JCTから西側を一般向けに「首都高速3号渋谷線」と呼称する。本項では「首都高速3号渋谷線」に相当する部分について説明する。

## 歴史
1962年（昭和37年）1月20日、渋谷4丁目の青山学院大学付近の暫定出入口 - 道玄坂1丁目（渋谷出入口）付近の1.3 kmを着工。この区間は1964年（昭和39年）10月1日に開通した。谷町JCTと渋谷4丁目の間は1963年（昭和38年）に着工、1967年（昭和42年）9月2日に開通している。谷町JCTから高樹町出入口付近までは、幅員20mだった放射22号線（六本木通り）を40 mに拡幅する工事と合わせて高架構造で建設された。建設中は都電が走っており、高速道路完成後は高架の下を走る予定であったが、完成時点で都電は廃止された。その名残として、高架の橋脚には都電の架線用の金具が取り付けられていた。六本木交差点と西麻布交差点（建設時は霞町交差点）の間の地下には日比谷線が通っていることから、地下鉄の構造物を地中梁で跨ぎ、上部構造では横梁を設けず橋脚で直接支える構造が採用された。西麻布交差点では、放射22号線が環状4号線（外苑西通り）をオーバーパスする陸橋と一体の二層構造となっている。その先の青山学院大学付近では、グラウンドの機能を維持するためトンネル構造が採用された。渋谷駅の前後の区間は交通の輻輳する街路や鉄道の上部を通過するため、安全でかつ交通を阻害しない工法として、プレストレスト・コンクリート橋の渋谷高架橋が、ヤジロベエのように橋脚から左右にバランスを取り桁を架設するディビダーク工法で建設された。
道玄坂1丁目の渋谷出入口と用賀出入口の間は1968年（昭和43年）3月8日に着工、1971年（昭和46年）12月21日に開通した。大半の区間は放射4号線（玉川通り）上部を高架で通過する。玉川通りは道玄坂と三軒茶屋の間の幅員は40 m、三軒茶屋以西は30 mに拡幅されていたため、中間の渋谷（都心方向）・池尻（郊外方向）・三軒茶屋（都心方向）の3つの出入路はいずれも三軒茶屋以東に設けられている。渋谷出入口近くで玉川通りと道玄坂通りが合流する道玄坂上交差点（建設時は上通交差点）は地形上の理由から玉川通りがアンダーパスとなり、建設省から委託を受け首都高速の高架の下部構造と一体施工された。ここから世田谷区新町1丁目交差点付近にかけては、路面電車の東急玉川線に代わり建設される東急新玉川線（2000年に東急田園都市線に改称）が地下に並行する。東急の地下トンネルの躯体を首都高速の基礎としており、同時施工の必要から下部構造の一部は東京急行電鉄（現：東急、鉄道事業は東急電鉄へ分割）に施工を委託した。一部駅舎や新町交差点付近では首都高速道路公団が東急から委託を受け施工している。用賀1丁目交差点付近から玉川通りを北に逸れ、環状8号線交差部までは用地買収区間で、この区間に用賀本線料金所が設けられている。用賀付近では強力な反対運動があり、土地買収価格を巡って最高裁判所まで争われたが、首都高速道路公団の主張が認められている。

### 年表
- 1964年（昭和39年）10月1日 : 渋谷4丁目（暫定出入口） - 渋谷出入口開通。
- 1967年（昭和42年）9月2日 : 谷町JCT - 渋谷4丁目（暫定出入口）開通。
- 1971年（昭和46年）12月21日 : 渋谷出入口 - 用賀開通により全線開通[6]。同時に東名高速道路と接続。
- 2010年（平成22年）3月28日 : 大橋JCT供用開始により中央環状線新宿線と接続。
- 2014年（平成26年）3月20日 :渋谷出入口付近で火災発生。上りは大橋JCTと高樹町の間、下りは谷町JCTと大橋JCTの間で通行止め。
- 2015年（平成27年）3月7日 : 大橋JCTで中央環状品川線と接続。
- 2019年（令和元年）12月19日 : 渋谷入口（用賀・東名方面） 供用開始[7]。

## 路線番号
3

## 出入口など
- 出入口番号欄の背景色が■である部分については道路が供用済みの区間を示している。
- 全線東京都内に所在。
- 渋谷出入口を除く4つの出入口はハーフインターチェンジとなっている。用賀出入口の逆方向には、東名高速道路のインターチェンジとして東京インターチェンジがある。

| 出入口 番号                                      | 施設名         | 接続路線名        | 起点 から (km) | 備考                         | 所在地   |
| ------------------------------------------------ | -------------- | ----------------- | -------------- | ---------------------------- | -------- |
| -                                                | 谷町JCT        | 都心環状線        | 0.0            |                              | 港区     |
| 301                                              | 高樹町出入口   | 六本木通り        | 1.7            | 谷町方面出入口 入口はETC専用 | 港区     |
| 302                                              | 渋谷出入口     | 六本木通り        | 3.2            | 用賀・東名方面出入口         | 渋谷区   |
| 303                                              | 渋谷出入口     | 国道246号玉川通り | 4.2            | 谷町方面出入口               | 渋谷区   |
| -                                                | 大橋JCT        | 中央環状線        | 5.0            |                              | 目黒区   |
| 304                                              | 池尻出入口     | 国道246号玉川通り | 5.6            | 用賀・東名方面出入口         | 目黒区   |
| 304                                              | 池尻出入口     | 国道246号玉川通り | 5.6            | 用賀・東名方面出入口         | 世田谷区 |
| 305                                              | 三軒茶屋出入口 | 国道246号玉川通り | 6.0            | 谷町方面出入口               |          |
| -                                                | 用賀PA 用賀TB  | -                 | 11.3           | 谷町方面                     |          |
| 307                                              | 用賀出入口     | 環八通り          | 11.7           | 谷町方面出入口               |          |
| E1 東名高速道路 静岡・名古屋・名神京都・大阪方面 |                |                   |                |                              |          |

## 交通量
24時間交通量（台） 道路交通センサス
| 区間                        | 平成17（2005）年度 | 平成22（2010）年度 | 平成27（2015）年度 | 令和3（2021）年度 |
| --------------------------- | ------------------ | ------------------ | ------------------ | ----------------- |
| 谷町JCT - 高樹町出入口      | 98,145             | 86,981             | 79,862             | 75,898            |
| 高樹町出入口 - 渋谷出入口   | 98,145             | 79,210             | 71,273             | 67,142            |
| 渋谷出入口 - 大橋JCT        | 98,145             | 75,636             | 66,742             | 62,442            |
| 大橋JCT - 池尻出入口        | 98,145             | 106,584            | 108,193            | 99,114            |
| 池尻出入口 - 三軒茶屋出入口 | 98,145             | 118,110            | 117,498            | 107,990           |
| 三軒茶屋出入口 - 用賀出入口 | 98,145             | 105,691            | 105,308            | 94,702            |

（出典：「平成22年度道路交通センサス」・「平成27年度全国道路・街路交通情勢調査」・「令和3年度全国道路・街路交通情勢調査」（国土交通省ホームページ）より一部データを抜粋して作成）

## ギャラリー

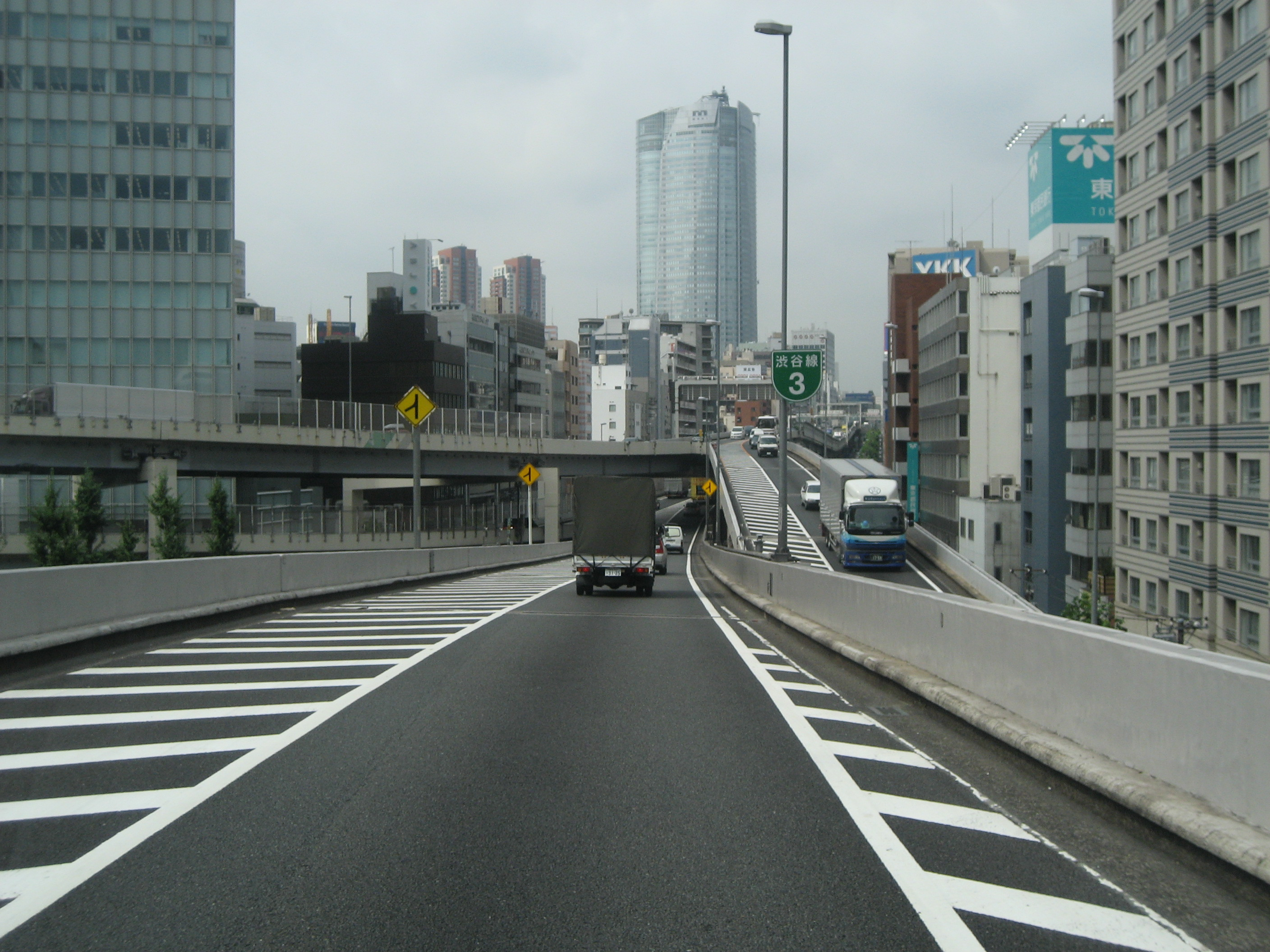
谷町JCT付近
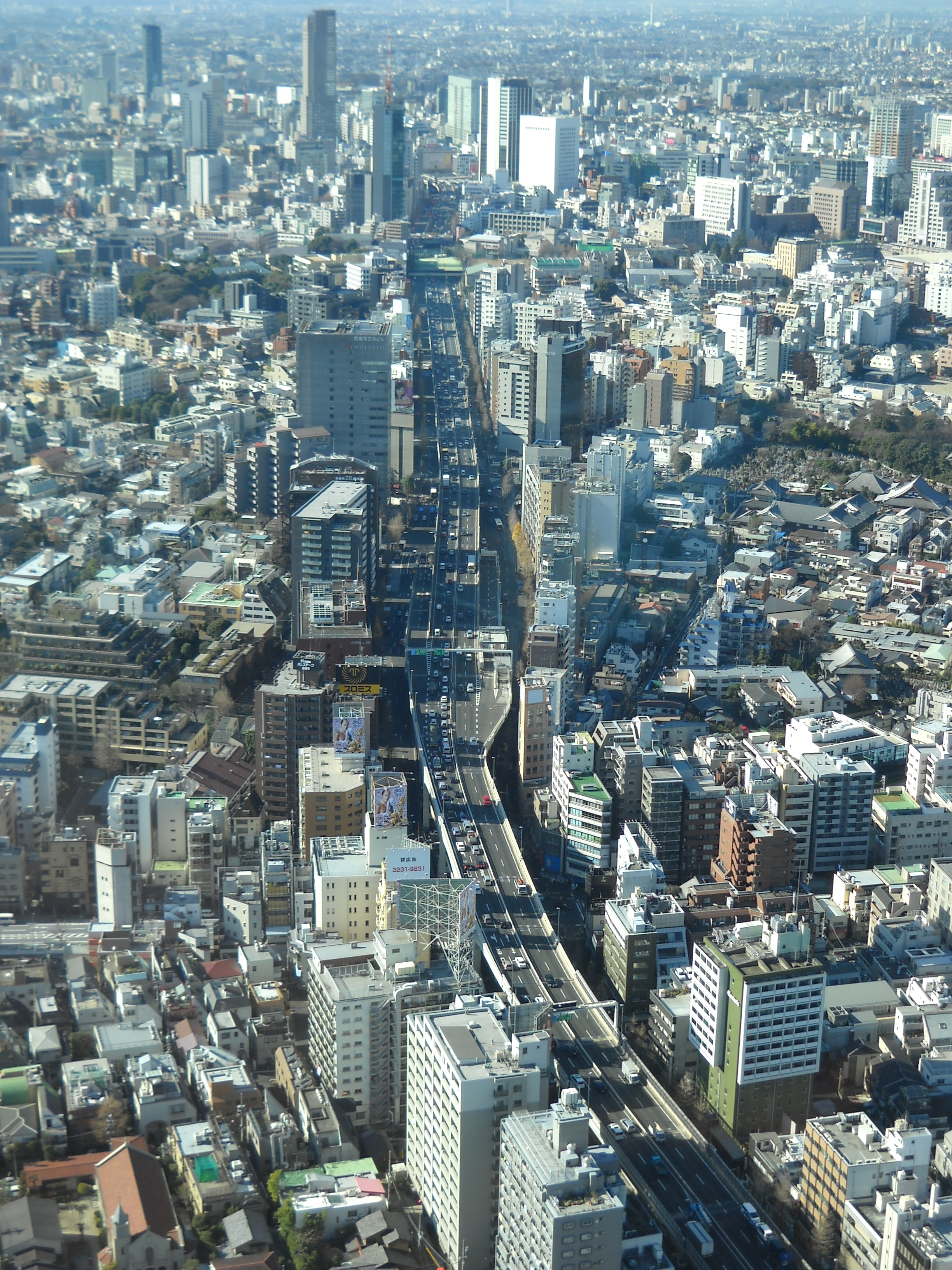
六本木から高樹町出入口および渋谷出入口方向を望む
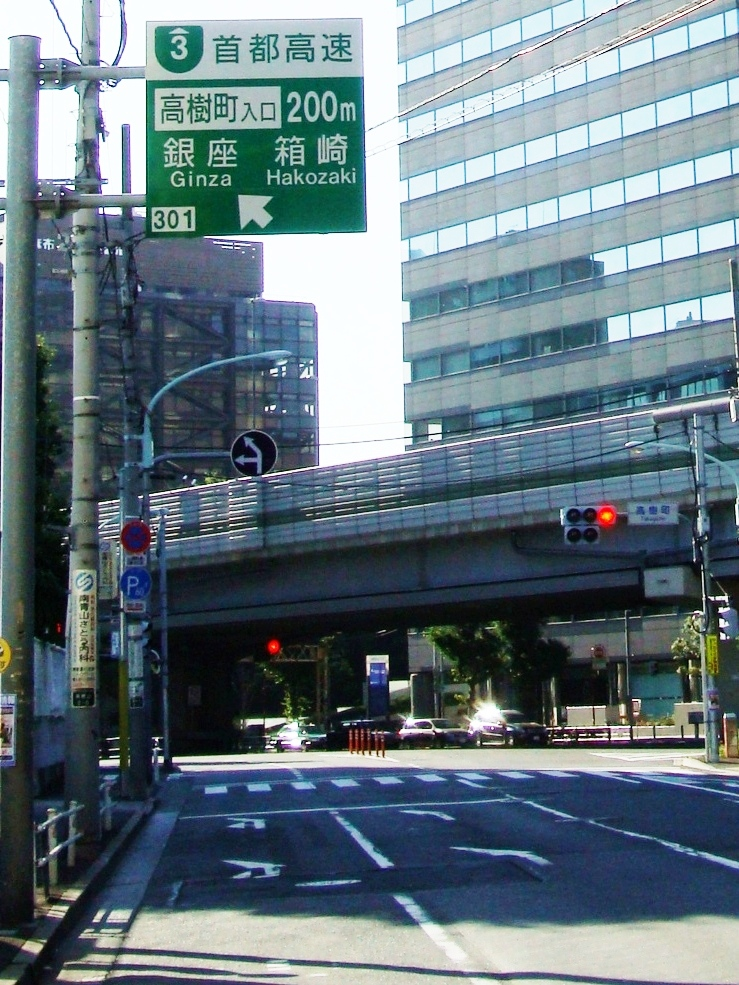
高樹町出入口付近 （骨董通り）
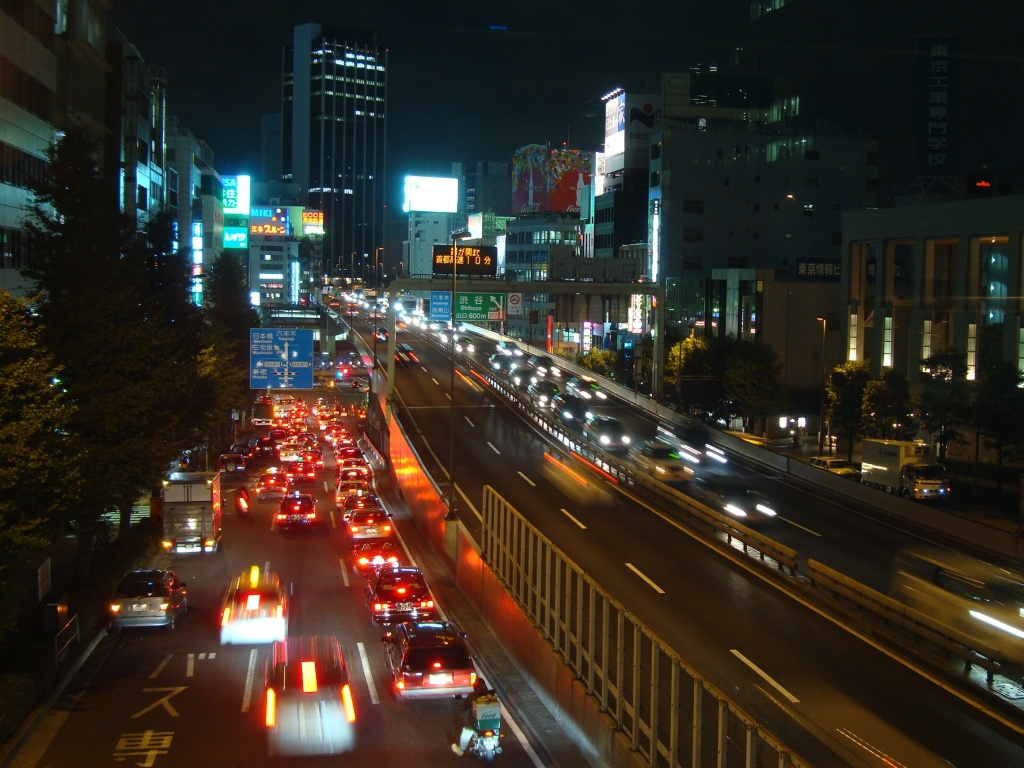
国道246号と併走する首都高速3号渋谷線（渋谷付近）
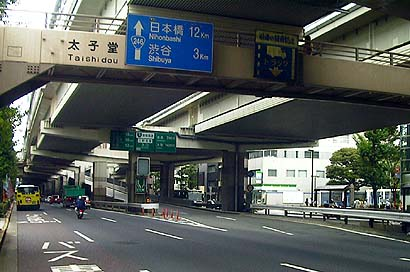
三軒茶屋入口
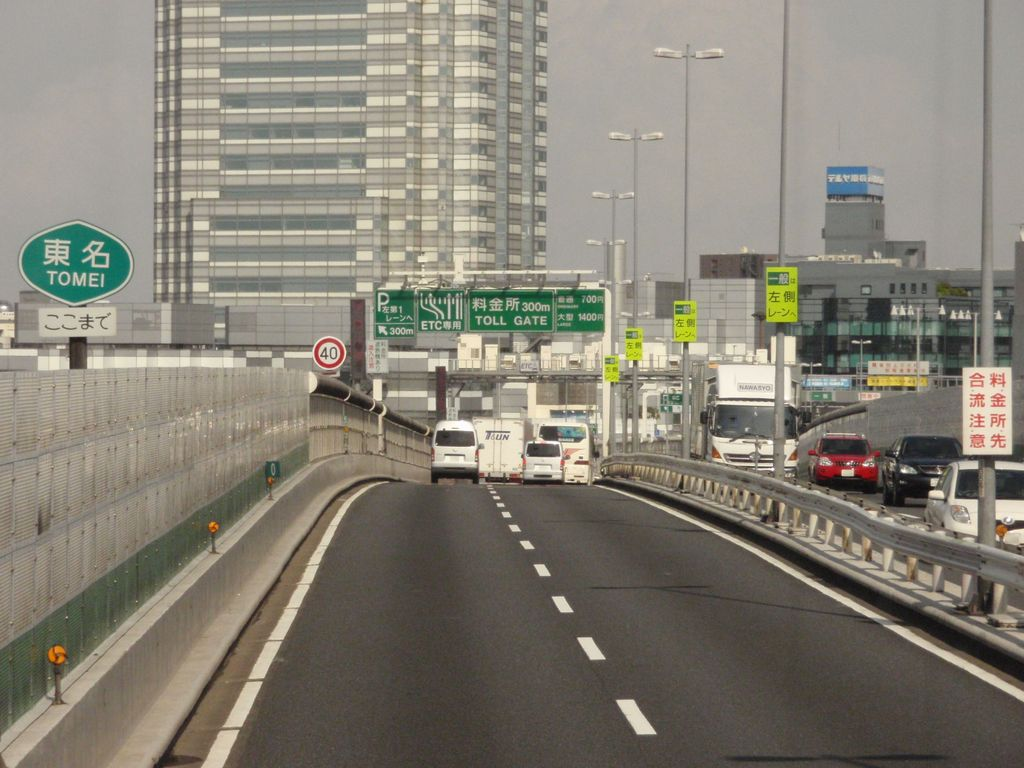
東名高速道路と首都高速3号渋谷線の境界付近